# Красная Поляна (Павловский район)
Кра́сная Поля́на — деревня Павловском районе Ульяновской области. Входит в состав Шаховского сельского поселения.

## География
Находится на расстоянии примерно 12 километров по прямой на юг-юго-восток от районного центра поселка Павловка.

## Население
Население составляло 111 человек в 2002 году (русские 96 %), 79 по переписи 2010 года.